# Аса
Аса (ивр. אָסָא‎), сын Авии, — 3-й царь Иудейского царства, пятый царь из дома Давида.

## Имя
Аса — сокращение от Асайя.

## Жизнеописание
Иосиф Флавий писал, что Аса был превосходным и богобоязненным человеком. Бог покровительствовал ему. Так, например, в книге Паралипоменон говорится, что когда царь Эфиопии с огромным войском пошёл войной на Иудею, Аса помолился Богу. После этого враги были повержены, а царь иудейский с огромной добычей вернулся в Иерусалим, и во всём ему сопутствовал успех.
Известны и грехи Асы. Когда в войне с Израилем он обратился за помощью не к Богу, а к царю арамейскому, пророк Ананий предсказал ему завершение мирного времени и неудачи в ведении войн; за «дерзость» Аса посадил человека Божия в темницу. Также согрешил Аса и в старости: когда у него отказали ноги, он искал помощи не у Господа, а у врачевателей.